# Leiosoma paraguayense
Leiosoma paraguayense är en mångfotingart som först beskrevs av Filippo Silvestri 1895.  Leiosoma paraguayense ingår i släktet Leiosoma och familjen Hirudisomatidae. Inga underarter finns listade i Catalogue of Life.